# Днепр (аэропорт)
Междунаро́дный аэропо́рт Днепр (укр. Міжнародний аеропорт «Дніпро»; ИАТА: DNK, ИКАО: UKDD) — международный аэропорт, обслуживающий город Днепр. Расположен в 5 км к юго-востоку от Днепра, недалеко от поселения Старые Кодаки. Ранее назывался «Международный аэропорт Днепропетровска», однако после переименования города 8 апреля 2021 года был переименован и аэропорт. С 2020 года и до начала вторжения России на Украину в аэропорту велась масштабная реконструкция. 10 апреля 2022 года в результате массированного ракетного обстрела города аэропорт был серьёзно повреждён.

## История

### Предыстория
Активное становление авиасообщения в Екатеринославской губернии обуславливалось развитием промышленности, сельского хозяйства, науки и техники в середине 1920-х — 1930-х годах. В тот период Советский Союз начал активно переходить на летательные аппараты собственного производства, видя стратегическую выгоду в этой отрасли. Хотя первый зафиксированный перелёт состоялся в феврале 1918 года, когда аэроплан «Анатра» совершал транзитную остановку в Екатеринославе на рейсе из Одессы в Брянск, при этом перевозя корреспонденцию, этот рейс стал первым воздушно-почтовым рейсом Российской империи.
В 1926 году в городе был открыт первый аэродром недалеко от местного трубопрокатного завода. Чуть позднее, в начале 1930-х, в Подгородном началось строительство полноценного аэропорта. За этим событием последовала организация нового авиаотряда связи, состоявшего из 11 человек, который базировался в Подгородном. К середине 30-х годов авиаотряд включал 86 человек и 8 самолётов, а 27 апреля 1935 года отряду присваивается номер 214. Аэропорт в Подгородном активно развивается, уже включая терминал, радиоцентр и санитарную часть. В это время через Днепропетровск транзитом проходят рейсы из Москвы в Симферополь, из Киева в Ростов-на-Дону.
Незадолго до Великой Отечественной войны в Подгородном размещают 11-ю эскадрилью для подготовки лётчиков, а авиаотряд входит в 87-й авиаполк ГВФ и перебазируется на восток. В июле 41-го в аэропорту размещают около 20-ти ТБ-3. Однако стремительное продвижение немецких войск вынудило в конце августа весь персонал покинуть аэропорт. После двух лет оккупации, в октябре 1943-го, город освобождают советские войска и аэропорт Подгородное в частности. Аэродром был полностью разрушен. Однако в течение десятилетия аэропорт был полностью восстановлен и начал наращивать авиаперевозки.

### Современный аэропорт
Современный же аэропорт был основан в 1943 году на аэродроме недалеко от поселения Старые Кодаки, который активно начал использоваться немцами во время войны. В то время пока аэропорт в Подгородном восстанавливался, здесь базировались части 214-го авиаотряда. К 1951 году, когда авиаотряд обратно вернулся на аэродром в Подгородное, авиаперевозки решением ГВФ были оставлены в этом аэропорту, так как он лучше подходил для будущего расширения, хоть и имел более худшие метеорологические условия.

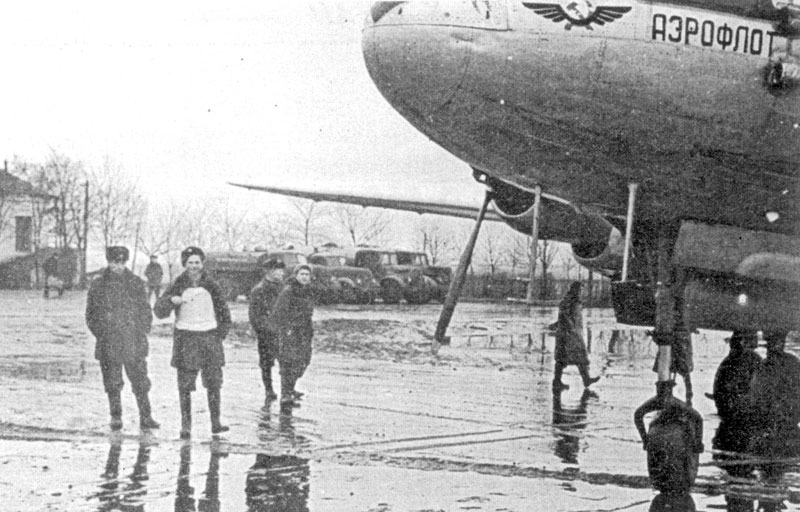
Аэропорт Днепропетровска, 1952 год, Ил-12 на рулежной дорожке

Первоначально аэропорт состоял из небольшого аэровокзала, ВПП на 1000 метров и асфальтированного перрона, позволяющего оперировать только двумя самолётами одновременно. В 1946 году аэропорт обслуживал 300 человек, а за 1952 год это число выросло до 7400 человек. Тем не менее, исходной инфраструктуры явно было недостаточно — во время распутицы на аэродроме была тяжело проходимая грязь, которая создавала неудобства как пассажирам, так и авиаперсоналу. В связи с этим аэропортовые сооружения постепенно улучшались: так, в 1957 году, был открыт новый аэровокзал, который значительно увеличил объём обслуживаемых пассажиров. Кроме этого, аэропорт получил новый Ил-14, а ещё через 4 года, в мае 1961, в строй был введён Ан-10. Позднее, в июне 1963 года, в связи с объединением аэропорта и 101-го авиаотряда образовался Днепропетровский объединённый авиаотряд (ДОАО).

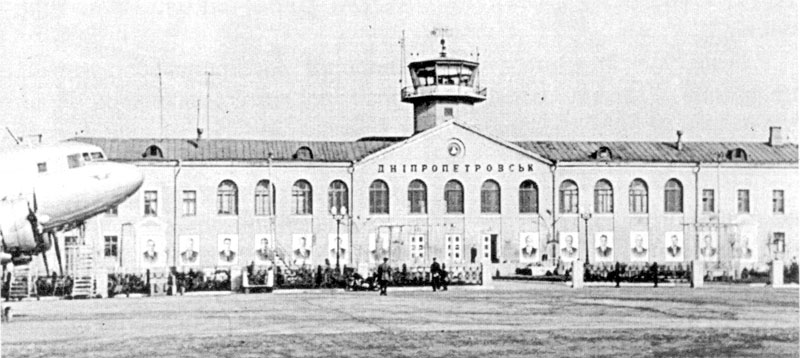
Аэропорт Днепропетровска, 1957 год, открытый в 1957 году новый аэровокзал

Помимо стандартных авиаперевозок, аэропорт работал совместно с КБ Южное, а также самолёты авиационного предприятия проводили аэрофотосъемку и зондирование атмосферы для УкрНИГМИ. Всё дальше в строй авиапредприятия вводились новые самолёты, такие как Ан-24, доведя общее количество летальных аппаратов до 30 единиц. 1960-е стали ключевым годами для Днепропетровского аэропорта, которые заложили потенциал, выводящий авиапредприятие в ранг крупных авиационных организаций УССР и Украины. Статистика авиаперевозок за 10 лет кратно возросла: со 106 тыс. человек в 1960 до 475 тыс. человек в 1970 году.

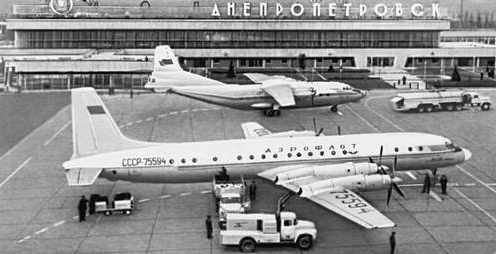
Ил-18 и Ан-10 на фоне аэровокзала в Днепропетровске

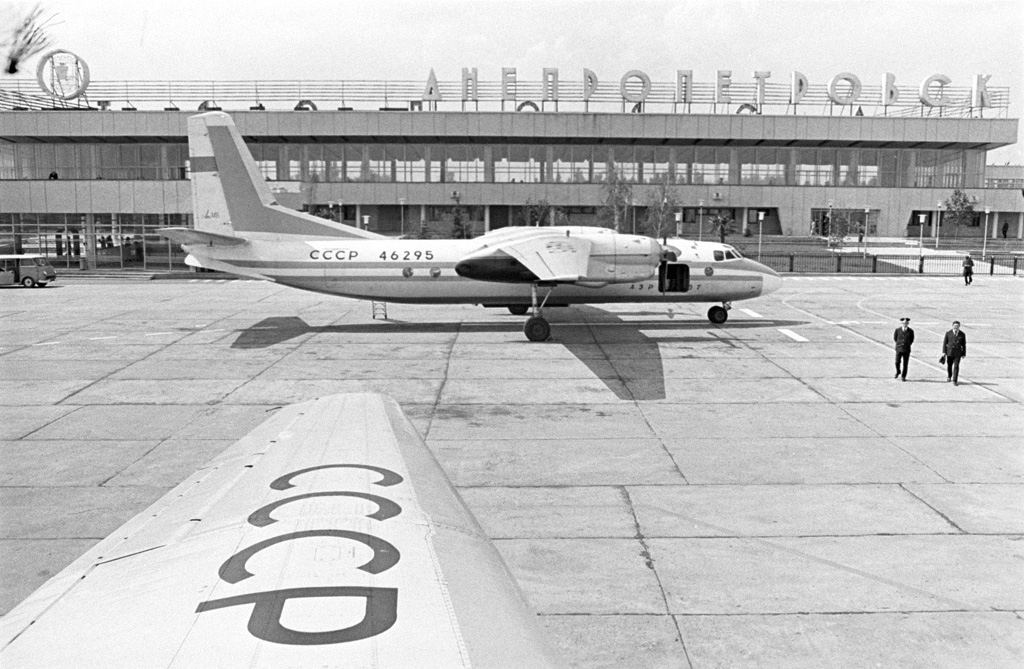
Ан-24 на перроне аэропорта Днепропетровск, 1974 год

Всё это приводит к тому, что Днепропетровский аэропорт, в числе первых в УССР, смог получить сертификат ИКАО 1-й категории. В начале 1970-х ДОАО получает новые Як-40 в количестве 18 штук, которые значительно повысили качество пассажирских перевозок, но также повысили требования к лётному составу и обслуживанию. Однако благодаря 101-му авиаотряду аэропорт имел возможность самостоятельно переобучать экипажи воздушных и наземных служб к эксплуатации Як-40. География полётов существенно выросла, он позволял выполнять прямые перелёты в Прибалтику, Закавказье и к побережью Чёрного моря. В 1976 году в Днепропетровск впервые приземлился Ту-154; эксплуатация такого типа самолётов связывает город с каждым уголком страны. А перестроенная ВПП позволяет принимать самолёты размера Ан-22 и Ан-124. За 2 года до этого, в 1974 году, аэропорт получил новый аэровокзал с возможностью обслуживать до 800 человек ежечасно. Визуально за более чем 40 лет он существенно не изменился. К 1980 году авиапредприятие достигает отметки в полмиллиона пассажиров за год. За достижение таких успехов предприятие в 1972 году удостаивается юбилейного почётного знака в ознаменование 50-летия образования Союза ССР.

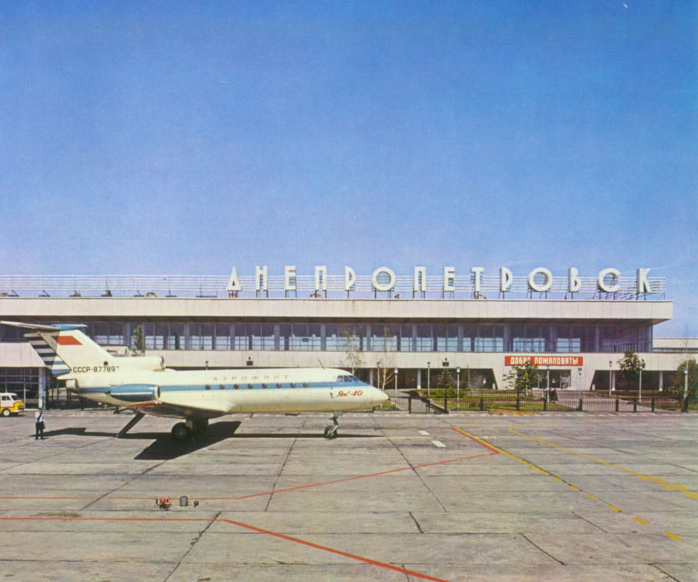
Як-40 на перроне возле нового терминала

За 7 лет до этого в аэропорту начали базироваться первые Ан-26. К середине 1980-х годов ДОАО становится основным эксплуатантом этого типа самолётов в УССР, увеличив их количество до 13 единиц и перевезя 16 тысяч тонн груза в 1980 году. В дальнейшем, благодаря постройке нового грузового терминала, это количество выросло до 20 тысяч в год. В 1980-х аэропорт претерпел некоторые невесомые изменения, а к концу этого же десятилетия аэропорт связан с 70 разными городами СССР. В 1987 году в аэропорту существенно реконструируют взлётную полосу, удлиняя её до 2850 метров. Через 2 года, в мае 1989 года, аэропорт впервые принимает Як-42, который выполняет рейсы в основном в столицу либо на Закавказье.

### Украина
В 1990-е годы авиационное предприятие вступает с показателями в 660 тыс. перевезенных пассажиров. Однако в связи с тяжелой экономической ситуации в Украине, на момент распада СССР, это число в 1993 году падает всего лишь до 53 тыс. человек. В это же время ДОАО упраздняется и на его место приходит ГА «Днеправиа», в дальнейшем укр. «Дніпроавіа». Тем временем руководство аэропорта ищет новые рынки, на которых могла бы работать Днеправиа, обновляется авиапарк с новыми Як-42, выполняются первые международные рейсы в Европу. В 1996 году аэропорт становится международным. Сохраняя старую географию полетов по странам постсоветского пространства, Днеправиа начинает выполнять перелёты во всё большее количество европейских стран, как, например, Италия, Испания, Греция, Германия, Нидерланды.
В 2001 году постановлением кабмина Украины все аэропорты Украины перешли в коммунальную собственность, однако Днепропетровский аэропорт в этот список не попал и остался государственным. Через 7 лет, в 2008 году, в преддверии чемпионата Евро-2012, олигарх Игорь Коломойский выкупает 94,6 % акций авиакомпании «Днеправиа». По этому договору предполагалось, что компания «Галтера» должна вложить в развитее аэропорта около одного миллиарда гривен, при этом сохранив ВПП во владении государства. Впоследствии фонд госимущества Украины судился с компанией Галтера и Коломойским в частности из-за невыполнения обязательств. В это же время аэропорт покинули турецкие и ирландские авиаперевозчики из-за невыгодных операционных условий, которые были навязаны управляющей компанией.

#### Реконструкция
Из-за проблем с правовой принадлежностью, а также изношенной инфраструктуры аэропорта в ноябре 2019 года Днепропетровская ОГА объявила о создании нового аэропорта, работы над которым планировалось начать летом 2020 года. Планировалось построить ВПП длинной 3200 метров, новый терминал, который имел бы максимальную пропускную способность до 4 млн пассажиров в год, магистральную и второстепенные рулежные дорожки, а также новый перрон с современным светосигнальным и метеорологическим оборудованием. Данная инфраструктура позволяет принимать суда по типу Boeing 777 или Airbus A350.
Работы стартовали в сентябре 2020 года. При этом, тогдашний министр инфраструктуры Украины указал, что строить новые пассажирский и VIP терминалы будет частный застройщик «НС Днепр». За строительство аэродромного же комплекса взялась компания «Альтис-Констракшн», которая победила в тендере в начале 2021 года, предложив 3,95 млрд гривен при оценочной стоимости в почти 6 млрд гривен. Срок работ был до конца декабря 2023 года. Однако уже в июле 2021 года стало известно, что контракт с компанией расторгли из-за ненадлежащего выполнения подрядчиком обязательств, предусмотренных в договоре. Тем не менее, в октябре того же года новой компанией-застройщиком стала турецкая «Онур Констракшн Интернешнл», предложившая выполнить работы за 5,6 миллиарда гривен. За строительство взлётной полосы взялась компания «Автомагистраль-Юг», за 12 млн гривен. В конце октября 2021 года началось строительство ВПП. На 2022 год, в бюджете Украины закладывалось почти 2,2 млрд гривен. В апреле 2021 года аэропорт был снова переименован в связи с тем, что город Днепропетровск стал просто Днепром, а потому и воздушная гавань отныне называется «Международный аэропорт „Днепр“».

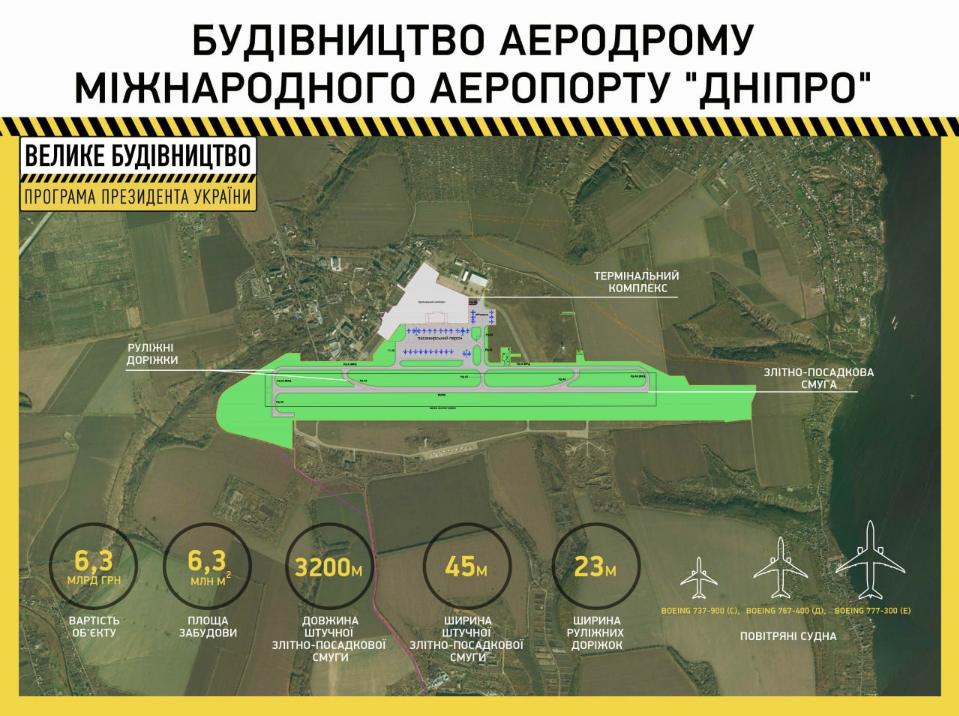
План строительства аэропорта по программе «Большое строительство»

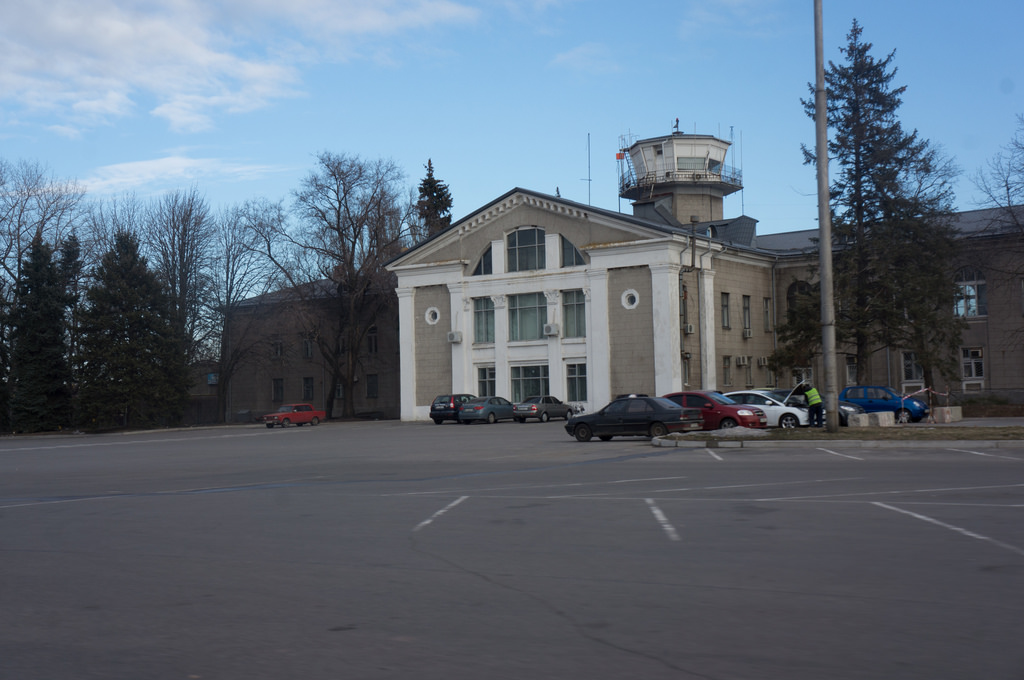
Старый терминал аэропорта

#### Вторжение России в Украину
Согласно NOTAM A0573/22 от 21:55 UTC (23:55 по местному времени) 23 февраля 2022 года, аэропорт Днепра будет временно закрыт с 22:00 23 февраля по 05:00 24 февраля UTC (00:00 — 07:00 по местному времени). При этом стало известно, что в аэропорту блокируют ВПП тягачами для предотвращения высадки десанта. Уже с 5 часов утра радионавигационное оборудование аэродрома подверглось ракетному обстрелу, при этом жертвы отсутствуют.
Через пару месяцев после начала полномасштабной войны, 10 апреля 2022 года, российские войска нанесли два повторных ракетных удара: первый — в 10:00, второй — в 12:00, что привело к серьёзному повреждению инфраструктуры аэропорта. При этом пострадали шесть спасателей ГСЧС Украины.

## Инфраструктура и технические данные
Аэродром включает бетонную ВПП 08/26 длинной 2858 метров и шириной 44 метра, PCN 35/R/C/X/T, при этом дистанция для разбега самолёта 3058 метра с торца 08, и 3158 метра с торца 26. Всепогодная курсо-глиссадная система 1 категории, приводной радиомаяк и огни PAPI доступны для обеих торцов полосы, а также всенаправленный азимутальный радиомаяк со всенаправленным дальномерным радиомаяком (VOR/DME) доступны для подхода к торцу 08.
Он также включает 6 рулежных дорожек:
| Номер РД (TWY) | Ширина | Покрытие | PCN            |
| -------------- | ------ | -------- | -------------- |
| TWY E          | 10 м   | бетон    | PCN 19/R/В/X/T |
| TWY F          | 10 м   | бетон    | PCN 28/R/В/X/T |
| TWY K          | 21 м   | бетон    | PCN 35/R/C/X/U |
| TWY L          | 21 м   | асфальт  | PCN 35/F/D/W/T |
| TWY M4         | 18 м   | бетон    | PCN 24/R/C/X/U |
| TWY N          | 21 м   | бетон    | PCN 33/R/C/X/U |

В аэропорту имеется 5 перронов:
| Номер перрона (Apron) | Покрытие | Кол-во стоянок  |
| --------------------- | -------- | --------------- |
| APRON A               | бетон    | 7 (A1 — A6, A9) |
| APRON C               | бетон    | 12 (C10 — C21)  |
| APRON E               | бетон    | 4 (E67 — E70)   |
| APRON F               | бетон    | 4 (F63 — F66)   |
| APRON M               | бетон    | 2 (M52, M53)    |

Помимо стоянок для самолётов, на аэродроме также располагается 4 стоянки для вертолётов. Аэропорт имеет возможность заправлять самолёты топливом класса Jet A-1, имея 5 топливозаправщиков разного объём, а также проводить противообледенительную обработку класса Tempest, type 1 и 2. Противопожарные и аварийно-спасательные службы сертифицированы по категории 6, что позволяет тушить воздушные суда в длину от 28 до 38 метров и шириной фюзеляжа до 5 м, а также эвакуировать самолёты до 30 тонн. Все это позволяет обслуживать самолёты всего семейства Airbus А320 и Boeing 737.
Аэровокзальный комплекс включает единственный работающий (до 2022 года) терминал, который был построен ещё в 1974 году и частично реконструирован в 2010 году. Пропускная способность не более 1 млн пассажиров в год. Аэровокзал обслуживает как внутренние, так и международные рейсы, а также предоставляет услуги VIP-пассажирам. Здесь находится магазин duty-free, а также бесплатный паркинг на 130 паркомест напротив центрального входа.
Весь комплекс аэропорта находится в 15 км от центра Днепра, добраться можно с помощью маршрутного такси по маршруту № 60 и № 109.

## Авиакомпании и направления

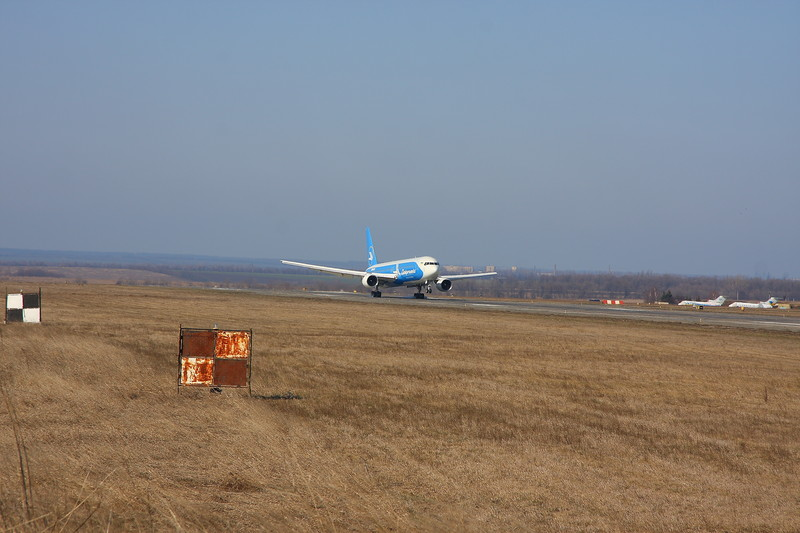
Боинг 767 авиакомпании Днеправиа

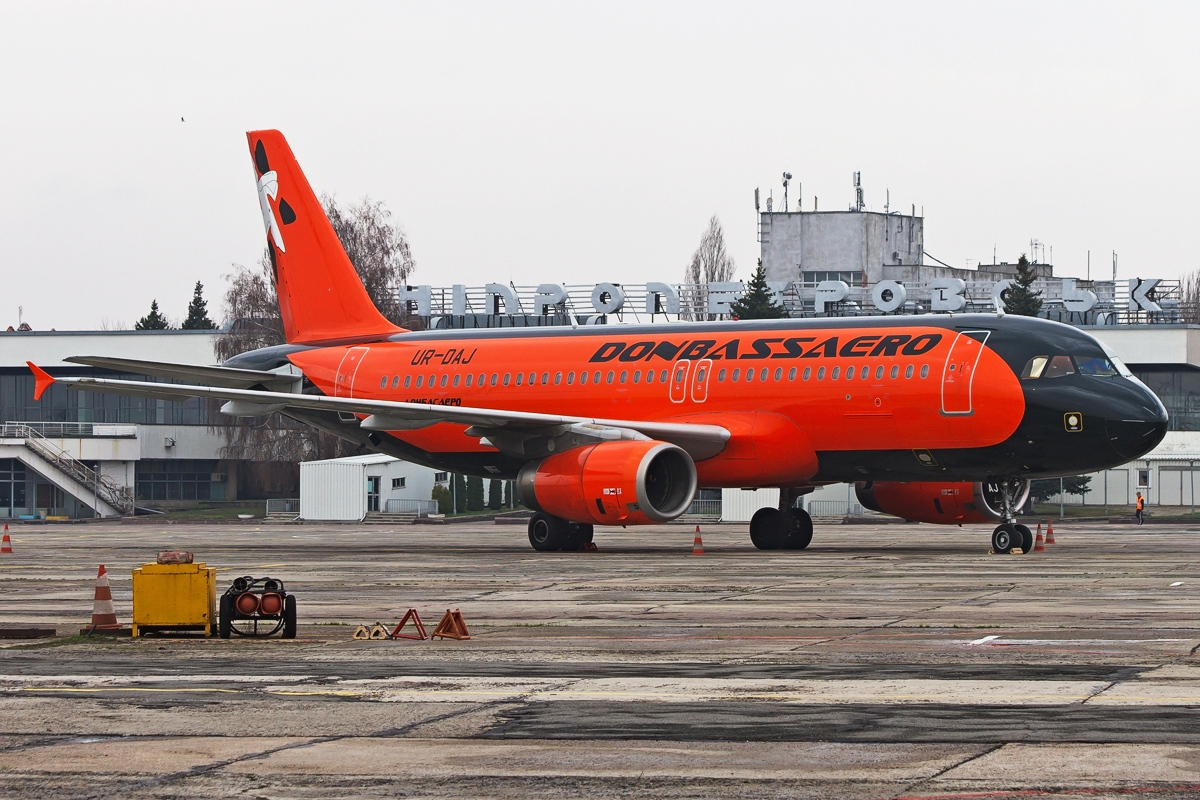
А320 авиакомпании Донбассаэро, в 2012 году

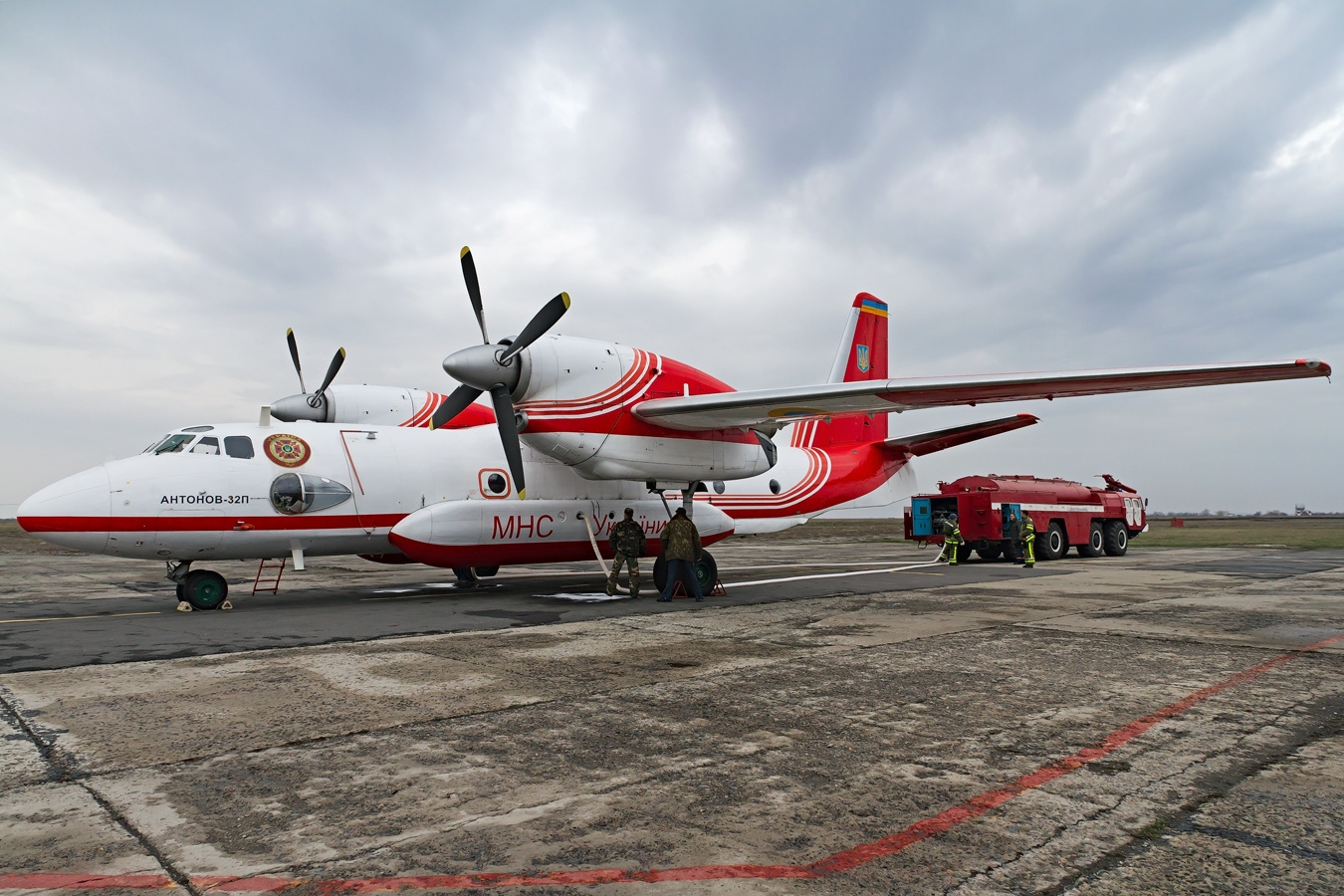
Ан-32П ГСЧС Украины (тогда ещё МЧС Украины) в аэропорту, в 2012 году

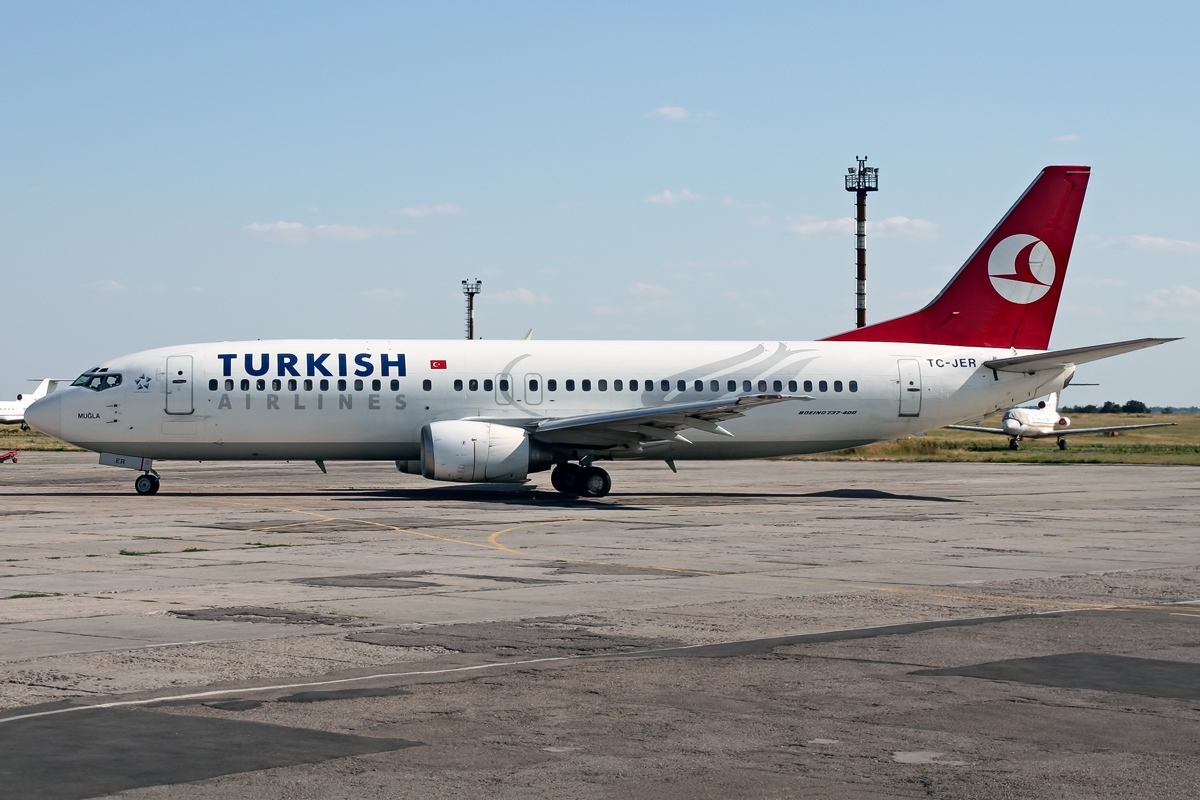
Боинг 737 авиакомпании Turkish Airlines в Днепровском аэропорту в 2013 году

За чуть более чем 10 лет с момента приватизации всего объекта Игорем Коломойским, Днепровский аэропорт получил дурную славу аэропорта, с которым трудно работать. Если в 2016 году аэропорт обслужил 285 тыс. пассажиров, а соседний аэропорт в Запорожье закрыл тот же год с показателями в 275 тыс. пассажиров, то уже через 5 лет, показатели международного аэропорта Днепра упали до 233 тыс. пассажиров, в то время как Запорожский аэропорт за то же время обслужил 536 тыс. человек. При этом существовали предложения о прокладывании новых маршрутов в Днепр, которые аэропорт в свою очередь отменял. Так в 2006 году Днеправиа отказалась предоставлять слоты на полеты в аэропорт авиакомпании Lufthansa для полетов из Франкфурта. Аналогичная ситуация произошла и с турецким авиаперевозчиком Turkish Airlines, когда аэропорт отказался обслуживать её рейсы из Стамбула.
| Авиакомпания      | Направления                     |
| ----------------- | ------------------------------- |
| Windrose Airlines | Киев (Борисполь), Шарм Эль Шейх |
| МАУ               | Тель-Авив                       |

## Пассажиропоток

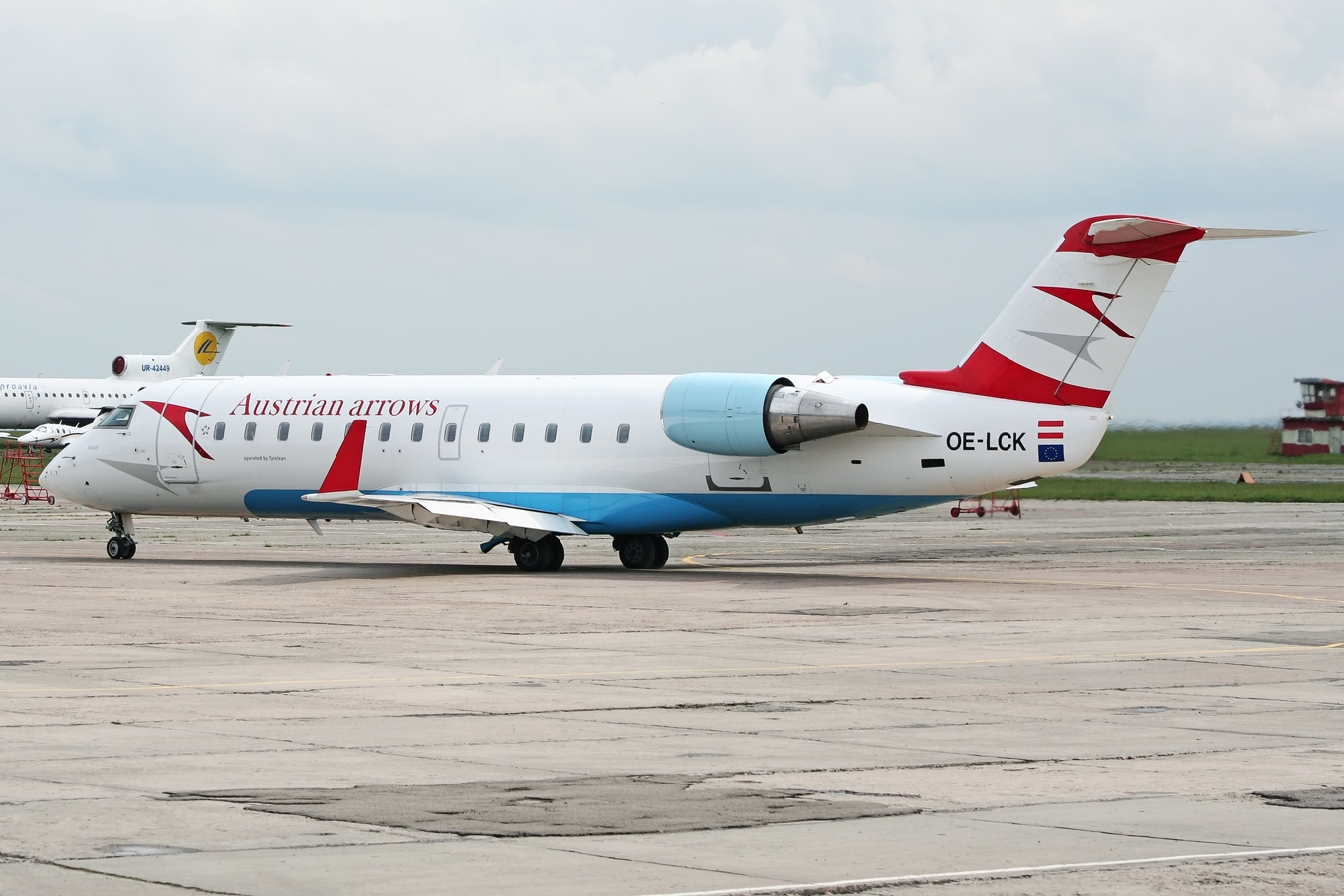
Bombardier CRJ-200 Австрийских авиалиний в Днепре

Данные из запроса в Викиданные.
| Год  | Пассажиропоток Днепропетровска | %        | Общий пассажиропоток по стране | %        | Доля Днепра |
| ---- | ------------------------------ | -------- | ------------------------------ | -------- | ----------- |
| 1960 | 106 000                        |          |                                |          |             |
| 1970 | 475 000                        | ▲ 348 %  |                                |          |             |
| 1980 | 530 000                        | ▲ 12 %   |                                |          |             |
| 1990 | 660 000                        | ▲ 25 %   |                                |          |             |
| 1991 | 474 000                        | ▼ 28 %   |                                |          |             |
| 1993 | 53 000                         | ▼ 88 %   |                                |          |             |
| 2010 | 341 430                        | ▲ 544 %  | 10 242 500                     | ▲ 15,2 % | ▬ 3,33 %    |
| 2011 | 426 532                        | ▲ 25 %   | 12 464 800                     | ▲ 21,7 % | ▲ 3,42 %    |
| 2012 | 444 150                        | ▲ 4,1 %  | 14 107 000                     | ▲ 13,2 % | ▼ 3,14 %    |
| 2013 | 454 981                        | ▲ 2,4 %  | 15 134 600                     | ▲ 7,3 %  | ▼ 3 %       |
| 2014 | 446 798                        | ▼ 1,8 %  | 10 896 500                     | ▼28 %    | ▼ 4,1 %     |
| 2015 | 346 014                        | ▼ 22,5 % | 10 695 200                     | ▼1,8 %   | ▼3,24 %     |
| 2016 | 284 914                        | ▼ 17,7 % | 12 929 900                     | ▼20,8 %  | ▼ 2,2 %     |
| 2017 | 276 900                        | ▼ 2,8 %  | 16 499 500                     | ▼27,6 %  | ▼ 1,67 %    |
| 2018 | 299 250                        | ▲2,2 %   |                                |          |             |
| 2019 | 338 888                        | ▲3,9 %   |                                |          |             |
| 2020 | 136 691                        | ▼60,5 %  |                                |          |             |
| 2021 | 267 829                        | ▲51,0 %  |                                |          |             |

## Происшествия
- 3 августа 1969 года Ан-24Б авиакомпании Аэрофлот потерпел крушение при выполнении рейса из Днепропетровска в Винницу. Во время набора высоты винт левого двигателя оторвался и пробил фюзеляж, а также повредил элероны и вертикальные рули, что привело к штопору самолёта и падению его на землю. Все 51 пассажир и 4 члена экипажа погибли[25].

### Комментарии
1. ↑  В 1926 году Екатеринослав был переименован в Днепропетровск